# Sedyo Mulyo
Sedyo Mulyo is een bestuurslaag in het regentschap Ogan Komering Ilir van de provincie Zuid-Sumatra, Indonesië. Sedyo Mulyo telt 1363 inwoners (volkstelling 2010).